# Kawiarnia Paon w Krakowie
Kawiarnia Paon (także Kawiarnia Pod Pawiem, początkowo Kawiarnia Teatralna) – zlikwidowana kawiarnia w Krakowie, działająca w zburzonym domu przy ulicy Szpitalnej 38, w dzielnicy I Stare Miasto, na Starym Mieście.

## Historia
Kawiarnia została założona w 1896 roku przez Ferdynanda Turlińskiego, który wówczas zainwestował w lokal przy ulicy Szpitalnej 38 na Starym Mieście, w budynku, który na przełomie XIX i XX wieku wyburzono. Początkowo prowadziła działalność jako restauracja oraz kawiarnia pod nazwą „Teatralna”, a z biegiem lat zyskała miano kawiarni artystycznej.
Znajdowała się naprzeciwko Teatru Miejskiego (przemianowanego później na Teatr im. Juliusza Słowackiego) oraz w pobliżu siedziby redakcji gazety „Czas” przy sąsiedniej ulicy św. Tomasza. Niedaleko znajdowała się Akademia Sztuk Pięknych im. Jana Matejki (przy placu Jana Matejki 13), co sprzyjało temu, aby kawiarnia mogła być miejscem spotkań krakowskiej elity artystycznej i intelektualnej.
Lokal zdobył popularność wśród artystów, którzy prowadzili dyskusje, wymieniali się pomysłami. W głównej sali kawiarni znajdowało się szerokie płótno o wymiarach 226×600 cm, które służyło dla artystów jako tzw. „otwarta księga pamiątkowa”. Było ono dużym polem twórczym, na którym artyści tacy jak: Stanisław Wyspiański, Józef Mehoffer oraz Włodzimierz Tetmajer malowali, rysowali, a także zapisywali na jego powierzchni wiersze, sentencje lub humorystyczne uwagi. Prace te często odnosiły się do postaci znanych w Krakowie. Z czasem kawiarnia stała się miejscem regularnych spotkań społeczności krakowskiej bohemy.
Z biegiem czasu, po kilku latach działalności, wspomniane płótno zostało przeniesione do Muzeum Narodowego w Krakowie, gdzie zyskało nowe miejsce w specjalnie przygotowanej sali. Sala ta nazwana została „Pod nonszalanckim Paonem”. Nazwa tego miejsca została wymyślona przez Stanisława Przybyszewskiego, który zainspirował się jednym z wierszy Maurice Maeterlincka, zatytułowanym Znudzenie. Dzieło zostało zachowane w budynku po czasy współczesne.
Ściany kawiarni były bogato zdobione – znajdowały się na nich karykatury oraz portrety postaci, związanych ze społecznością artystyczną. Lokal odwiedzali artyści, literaci oraz intelektualiści, w tym m.in. Dagny Juel Przybyszewska, Stanisław Przybyszewski, Jacek Malczewski, Włodzimierz Tetmajer oraz Lucjan Rydel. Z czasem, na ich pamiątkę kawiarnia została ozdobiona również portretami oraz karykaturami, które ich przedstawiały. Ściany lokalu zdobiły również prace Stanisława Wyspiańskiego, namalowane pastelami.
W 1901 roku Ferdynand Turliński, właściciel lokalu ogłosił bankructwo, co skutkowało zamknięciem kawiarni. Większość wyposażenia lokalu zostało sprzedane na licytacjach, a dzieła artystów, przechowywane w kawiarni zaginęły lub zostało rozproszonych. Po jej zamknięciu stali bywalcy przenieśli się do kawiarni Jana Michalika, znajdującej się w kamienicy Bełzińskiej przy ulicy Floriańskiej 45.
Na przełomie XIX i XX wieku dom został wyburzony, a w jego miejscu w 1912 roku wybudowano kamienicę Kennerów.